# Astyloneura bicoloria
Astyloneura bicoloria is een vlinder uit de familie bloeddrupjes (Zygaenidae). De wetenschappelijke naam van deze soort is voor het eerst geldig gepubliceerd in 1929 door Röber.
De soort komt voor in tropisch Afrika.